# (7296) Lamarck
(7296) Lamarck est un astéroïde de la ceinture principale.

## Description
(7296) Lamarck est un astéroïde de la ceinture principale. Il a été découvert par Eric Walter Elst et Christian Pollas le 8 août 1992 à Caussols. Une observation de 1970 est considérée comme prédécouverte par le JPL.
Il présente une orbite caractérisée par un demi-grand axe de 2,31 UA, une excentricité de 0,048 et une inclinaison de 1,56° par rapport à l'écliptique.
Il a été nommé en hommage à Jean-Baptiste de Lamarck (1744–1829), naturaliste français.

## Compléments